# Centrale nucléaire de Piqua
La centrale nucléaire de Piqua est une centrale nucléaire qui a été installée à Piqua dans l'Ohio aux États-Unis. Le site comprenait un réacteur de 45,5 MW thermique à refroidissement et modération par fluide organique.
Le réacteur de Piqua a été en fonctionnement entre 1963 et 1966 pour réaliser des essais demandés par l'AEC (Commission de l'Energie atomique).
Après l'arrêt des essais en 1966, le fluide de refroidissement et les éléments radioactifs ont été retirés. Les structures radioactives ont été confinées par du sable et du ciment.
Les bâtiments du réacteur sont dorénavant utilisés en tant qu'entrepôt pour la ville de Piqua.